# Robert Cartwright
Robert „Bob“ Cartwright (* 3. August 1930 in Ludgershall, Wiltshire, England) ist ein ehemaliger britischer Artdirector und Szenenbildner, der viermal für den Oscar für das beste Szenenbild nominiert war.

## Leben
Cartwright begann seine Laufbahn als Artdirector und Szenenbildner in der Filmwirtschaft Hollywoods 1952 als Zeichner bei The Card und arbeitete im Laufe seiner rund vierzigjährigen Tätigkeit an etwa 50 Filmen mit.
Bei der Oscarverleihung 1965 war er mit John Bryan, Maurice Carter und Patrick McLoughlin für den Farbfilm Becket erstmals für den Oscar in der Kategorie Bestes Szenenbild nominiert. 1971 folgte zusammen mit Terence Marsh und Pamela Cornell eine weitere Nominierung in dieser Kategorie für Scrooge, ebenso wie 1972 mit Marsh und Peter Howitt für das Szenenbild von Maria Stuart, Königin von Schottland.
Eine letzte Nominierung für den Oscar für das beste Szenenbild bekam er 1981 mit Stuart Craig und Hugh Scaife für Der Elefantenmensch (1980). Zuletzt war Bob Cartwright 1991 als Produktionsdesigner an der Herstellung des Fernsehfilms Juwelenjagd beteiligt.

## Filmografie (Auswahl)
- 1964: Becket
- 1967: Die Gräfin von Hongkong (A Countess from Hong Kong)
- 1970: Scrooge
- 1971: Die Teufel (The Devils)
- 1971: Maria Stuart, Königin von Schottland (Mary, Queen of Scots)
- 1972: Ein liebenswerter Schatten (Follow Me!)
- 1973: Der Schakal (The Day of the Jackal)
- 1979: Das tödliche Dreieck (Hanover Street)
- 1980: Der Elefantenmensch (The Elephant Man)
- 1981: Mel Brooks – Die verrückte Geschichte der Welt (History of the World, Part I)
- 1982: Am Rande des Abgrunds (Five Days One Summer)
- 1985: Lifeforce – Die tödliche Bedrohung (Lifeforce)
- 1985: Hilfe, die Amis kommen (National Lampoon’s European Vacation)
- 1986: Ed Murrow – Reporter aus Leidenschaft (Murrow) (TV-Film)
- 1991: Die Juwelenjagd (Bejewelled) (TV-Film)